# The Peanut Butter Falcon
The Peanut Butter Falcon er en amerikansk film fra 2019, instrueret af Tyler Nilson og Michael Schwartz.

## Medvirkende
- Shia LaBeouf som Tyler
- Zack Gottsagen som Zak
- Dakota Johnson som Eleanor
- John Hawkes som Duncan
- Bruce Dern som Carl
- Jon Bernthal som Mark